# Gerold Pankl
Gerold Pankl, né le 13 janvier 1939, est un pilote automobile autrichien de Bruck an der Mur (Styrie), sur circuits à bord de monoplaces puis de voitures de Tourisme. 

## Biographie
Sa carrière en sport automobile s'étale régulièrement de 1966 à 1972.
Réputé initialement pour sa fougue, et souvent blessé lors d'accidents graves (d'où le surnom d'homme indestructible) notamment à Spa et au Nürburgring où il fut par deux fois catapulté dans les airs étant alors sans possibilité de ceinture de sécurité, il termine quatrième de la Coupe d'Europe de Formule Super Vee (Coupe d'Or) en 1967 sur Austro-VW, compétition à laquelle il participe de 1966 à 1968 (dernière victoire alors au Circuit de Thruxton, ainsi qu'obtention d'une course au circuit de Sopronen Hongrie, non comptabilisée en Coupe d'Europe). En cette dernière année 1968, il effectue déjà quelques courses de Formule 2. 
En 1969, il se réoriente vers les courses de TouringCar jusqu'en 1972 (en ETCC), avec aussi des épreuves de Formule 3 en Europe au programme en 1970 sur McNamara (de) Mk 3B du Bosch Racing Team Austria et du Vienna Race Management (avec pour équipiers Niki Lauda et Helmut Marko): victoire à la Flugplatzrennen Diepholz, 2e place à la Südwestpokal-Rennen d'Hockenheim, et 4e au Preis von Steiermark sur l'Österreichring. 
Il s'illustre aussi et surtout à cette période en endurance, en remportant pour la première fois à deux reprises consécutives (1971 et 1972) les 24 Heures du Nürburgring naissantes, terminant encore 5e des 1 000 kilomètres de Zeltweg avec Reinhold Joest sur Porsche 908/02 3L. I8 du Martini Racing en 1970 puis 4e des 12 Heures du Paul-Ricard GT en 1971 avec Dieter Basche (de) sur une BMW 2002 (épreuve comptabilisée en ETCC).
Il ouvre ensuite une école de conduite en Styrie, et en 1985 son fils Gerold Pankl jr, de formation ingénieur en mécanique, fonde à Bruck an der Mur le Pankl Racing Systems AG (de), entreprise spécialisée dans l'usinage de pièces mécaniques de haute technologie pour la compétition automobile (bielles, vilebrequins, pistons...), et également dans l'industrie aéronautique depuis 1994 (arbres d'entraînement pour rotors de queues d'hélicoptères, châssis, pièces en aluminium...).